# Unionville, Centre County, Pennsylvania
Unionville är en ort i Centre County i delstaten Pennsylvania, USA.